# Rudolf Altschul
Rudolf Altschul (ur. 22 marca 1927, zm. marzec lub kwiecień 1945) – czeski poeta surrealistyczny.
Syn wydawcy pisma „Světozor”, Pavla Altschula. Był członkiem grupy Surrealistów ze Spořilova, działającej w okresie niemieckiej okupacji w podziemiu. Uczestniczył też w ruchu oporu. 13 IX 1944 aresztowało go gestapo, trafił do obozu koncentracyjnego. Zginął tuż przed końcem wojny podczas marszu śmierci. Teksty poety zostały w większości skonfiskowane przez hitlerowców, zachowały się tylko dwa zbiorki rękopiśmienne, Poslední čas (Czas ostatni) i Válka 1944 (Wojna 1944). W Polsce kilka wierszy Altschula tłumaczył Leszek Engelking.